# Eşiret
Eşiret (kurdisch auch ešîret, eşir) bezeichnet in Kurdistan, dem ungefähren Siedlungsgebiet der Kurden im Nahen Osten, einen Stamm, eine Stammeskonföderation und die Zugehörigkeit zu einem Stamm. Die türkische Entsprechung heißt aşiret, abgeleitet von arabisch ʿašīra „Stamm“ (Plural ʿašāʾir). Der Begriff grenzt nicht nur patrilineare Verwandtschaftsgruppen von Außenstehenden ab, er bezieht sich historisch in einer zweiten Bedeutungsebene auch auf die Oberschicht von Adligen und Militärangehörigen, die sich innerhalb einer Zweiklassengesellschaft von nicht zum Stamm gehörenden Bauern (gûran) und anderen abhängigen Bevölkerungsgruppen abhoben.

## Begriffsunterscheidung
Für einige islamische Gesellschaftsformen in Nordafrika und im Nahen Osten lautet die gängige schematische Klassifizierung: Ein Stamm stellt die übergeordnete Einheit eines Clans dar, dessen Mitglieder sich auf einen mehr oder weniger fiktiven Stammvater berufen. Darunter folgt die Abstammungsgruppe (fachsprachlich Lineage), innerhalb derer ein gemeinsamer realer Vorfahre benannt werden kann. Die unterste gesellschaftliche Einheit bildet der Haushalt oder die Familie. Für dieses ethnologische Modell lassen sich keine eindeutigen kurdischen Bezeichnungen finden, da zum einen die kurdische Sprache in eine Vielzahl von regionalen Dialekten zerfällt, die sich teilweise stark voneinander unterscheiden, zum anderen keine vertikalen Abgrenzungen dieser Art vorgenommen werden.
Die kurdische Gesellschaft war und ist noch zum Teil durch Stammesstrukturen organisiert. Größere Stämme standen unter der Führung eines Mīr (Fürsten) oder eines mit Agha (kurmandschi aẍa) betitelten Großgrundbesitzers. In manchen Gebieten waren Stammesmitglieder gegenüber den nicht einem Stamm zugerechneten Kurden in der Minderheit, wobei nahezu überall Stammesangehörige die politische und ökonomische Vormachtstellung innehatten. Die Bezeichnung eşiret ist im gesamten kurdischen Siedlungsgebiet bekannt, in der praktischen Sozialorganisation spielt sie jedoch nur eine untergeordnete Rolle, da Stämme selten als geschlossene Einheit in Erscheinung treten. In der Vergangenheit geschah dies höchstens, wenn es um kriegerische Auseinandersetzungen gegen andere Stämme und die staatliche Armee oder um kollektive Opposition gegen Verwaltungsorgane ging. In der Türkei und im Iran gibt es noch das Wort îl (oder êl) für „Stamm“, das sich im Unterschied zu eşiret nicht in zweiter Bedeutung auf eine obere Gesellschaftsschicht bezieht, sondern eher eine Verwaltungseinheit darstellt.
Auf der Ebene der Clans oder Lineages gibt es die ungefähre kurdische Entsprechung hoz für eine Gruppe, die sich nach einem gemeinsamen Vorfahren benannt hat. Dieser kann historisch oder erfunden sein. Hoz wurde mit der Bezeichnung taîfe (von arabisch tāʾifa, Plural tawāʾif) gleichgesetzt. In manchen Gebieten, vor allem in der iranischen Provinz Kordestān, werden unter taîfe auch nicht verwandte Gemeinschaften verstanden, beispielsweise Sufi-Bruderschaften (arabisch tarīqa).
Das iranische Wort tîre passt nicht in dieses Gliederungsschema. Es lässt sich mit Lineage übersetzen, da es als Untereinheit einer größeren Organisationsform verstanden werden kann. Zugleich bedeutet es auch „Stamm“ insgesamt. Ebenso steht in einem erweiterten Sinn taîfe für „Stamm“. Der Plural tewayefê in Verbindung mit kurd bedeutet „die kurdischen Stämme“. Tîre und taîfe sind im nordkurdischen Dialekt Kurmandschi ungebräuchlich.
In Zentralkurdistan wird die Ebene der Clans mit dem arabischen Wort qebile bezeichnet (von qabīla, Plural qabāʾil). Eine gleichbedeutende Bezeichnung ist ocax oder ocak („Herd“). Speziell in der nordostsyrischen al-Dschazira-Region heißt es stattdessen fexr (von arabisch fakhdh).
Unterhalb der Clans angeordnete kleinere Lineages werden von sesshaften Kurden bavik oder babik genannt. Die Gruppe bis maximal Dorfgröße hängt durch Verwandtschaft zusammen und kann zusätzlich nicht verwandte Mitglieder beinhalten. Etwa gleichrangig oder auf der untersten Gliederungsebene steht das Wort für „Haus“, kurdisch mal. Es bezeichnet die in einem Haushalt lebende Familie.

## Sozialorganisation
Mal bedeutet Familie oder Haushalt. Diese Familien, die auf patrilinearer Abstammung beruhen, können bis zu hundert Mitglieder umfassen. Die nächsthöhere Ebene in der Gesellschaftsstruktur ist der Oxaq (Von türkisch Ocak für Herdstelle) oder der Kabile (Clan). Die Einheiten bestehen aus verschiedenen Mals, die durch Brüder oder Vettern miteinander verwandt sind. Schließlich kommt dann der Eşiret (Stamm). Die Abgrenzung zwischen einem Oxaq und einem Eşiret ist manchmal schwer zu bestimmen. Die Zugehörigkeit zu einem Eşiret kann auf tatsächlicher gemeinsamer Abstammung beruhen. Eşirets ihrerseits können sich zu Stammeskonföderationen zusammenschließen wie z. B. bei den Stämmen aus Hakkâri, die dann Hakkariya genannt wurden. Die Konföderationen wurden oft von einem Mir – einem Herrscher oder Prinzen – geleitet. Es kam auch vor, dass einige Eşirets von Frauen geführt wurden. Das kam vor, wenn der Führer ohne Nachfolger verstarb. Die Frauen wurden dann als Führerin genauso respektiert wie ein Mann. Ein Beispiel ist die Kara Fatma („Schwarze Fatma“) genannte Anführerin eines Eşirets, die aus Sivas bis nach Istanbul kam, um von der damaligen osmanischen Regierung die Freilassung ihres Mannes zu fordern. Die Dschaf im Iran wurden auch zeitweise von der Adile Hanim geführt. Nach dem Niedergang der kurdischen Lokaldynastien im Osmanischen Reich am Ende des 19. Jahrhunderts nahmen geistliche Führer – Scheichs genannt – den Platz der weltlichen Herrscher ein. Beispiele dafür sind z. B. Scheich Said und Seyit Rıza. Allerdings sind Eşirets instabile Strukturen. Ein Eşiret kann sich komplett auflösen, wobei die ehemaligen Mitglieder zu anderen Eşirets wechseln, oder kann wie aus dem Nichts total neu entstehen.

## Geschichte
Viele Eşirets beziehen ihre Abstammung von einer mythischen Person oder von einem hohen und anerkannten islamischen Geistlichen. In den meisten Fällen sind das erdachte Abstammungen, die dazu dienen, die Position gegenüber anderen Eşirets zu stärken. Das Eşiret regelt bei den Kurden, die früher nomadisch lebten, die Benutzung der Weiden für die Viehherden. Diese Regelung war bindend. Des Weiteren übte der in Eşirets organisierte, (halb)nomadische Anteil der Bevölkerung bis ins 20. Jahrhundert hinein meist eine Art Herrschaft über die im jeweiligen Stammesterritorium lebenden sesshaften, nicht tribal organisierten Bauern (reâyâ) aus.
Die Verbundenheit der Kurden zu ihrem Stamm zeigt sich heutzutage immer noch in den feudalen Strukturen im Nahen Osten. Es ist nicht selten, dass die Abgeordneten aus den kurdischen Provinzen dank ihrer Stellung in ihrem Eşiret immer wieder gewählt werden. Obwohl in Großstädten die Zugehörigkeit zum Eşiret unterbrochen wird, ist sie in ländlichen Gebieten noch stark. Die Konflikte zwischen den Stämmen führen auch immer wieder zu langen Fehden mit Blutrache. Diese feudalen Strukturen werden von vielen Kurden, die westliche oder sozialistische Ideologien vertreten, als Haupthindernis für die Nichtherausbildung eines Gemeinsamkeitsgefühls angesehen.
Nach dem Sturz der kurdischen Herrscher durch die Zentralisierung des Osmanischen Reiches wuchs der Einfluss der Scheichs (Şex). Es gibt einige Charakteristika für den Scheich. Zunächst wanderte ein Scheich von anderswo in ein neues Gebiet ein. Anschließend tat er sich durch soziales und religiöses Engagement hervor und verschaffte sich in den lokalen Familien Einfluss durch Einheiraten. Schließlich umgab jeder Scheich seinen geistlichen Status mit einem Mantel von Mythen über sich oder seine Vorfahren, die dazu dienten, ihn als Übermenschen darzustellen. Der Gehorsam der Untergebenen war oft sehr hoch; sie folgten blind den Befehlen der Scheichs, die mit göttlicher Unfehlbarkeit und Unverwundbarkeit ausgestattet waren. Berühmte Scheichs waren Scheich Ubeydallah, Scheich Said, Seyit Rıza, Mahmud Barzandschi. Selbst Mustafa Barzani trug als Anführer seines Eşirets den Titel Molla.

## Beispiele von Eşirets
| Name                                           | Bedeutung                                                                     | Gebiet |
| ---------------------------------------------- | ----------------------------------------------------------------------------- | --- |
| Abdalan, ,Avdelan, Avdeliz                     | …                                                                             | Erzincan, Dersim, Erzurum, Bingöl, Muş, Bayburt |
| Alan, Alanen                                   | …                                                                             | Dersim, Van, Lorestan, Ardalan, Hawraman |
| Alikî/Alkan                                    | …                                                                             | Batman, Bitlis, Siirt, Cizre |
| Areyiz, Areli                                  | …                                                                             | Dersim |
| Atma, Atmanqi                                  | …                                                                             | Malatya |
| Baba Mansur, Ba'Mansur, Bawe Mansur            | eine Person Baba Mansur, arabisch für „Vater Mansur“                          | Dersim, Erzurum, Muş, Sivas, Erzincan |
| Badikan                                        | …                                                                             | Diyarbakir |
| Balabanu, Balavanu                             | persisch für „Hinseher“                                                       | Dersim, Erzincan, Malatya, Erzurum, Sivas, Elazığ, Kahramanmaraş, Şanlıurfa, Konya, Gaziantep, Adana, Istanbul, Adiyaman                                      |
| Barak                                          | …                                                                             | Gaziantep |
| Barwari, Berwari                               | ...                                                                           | Dohuk, Zaxo |
| Barzani                                        | benannt nach dem Dorf Barzan (Irak)                                           | Arbil |
| Beritan                                        | …                                                                             | Diyarbakır, Ağrı, Şırnak, Dersim, Mardin, Elazig |
| Bidri                                          | …                                                                             | Batman, Bitlis, Muş |
| Bucak                                          | …                                                                             | Şanlıurfa, Diyarbakır |
| Çarekan, Çareku                                | …                                                                             | Dersim, Erzincan, Bingöl, Erzurum, Sivas, Malatya, Hatay, K. Maras                                                                                            |
| Çelebi                                         | ein Ehrentitel aus der Osmanischen Periode                                    | Mardin |
| Coskun                                         | …                                                                             | Dersim, Kirsehir, Erzincan, Sivas |
| Demenan                                        | …                                                                             | Dersim, Malatya, Elazığ, Erzurum, Sivas, Adana, Erzincan, Kayseri                                                                                             |
| Dimili, Dunbuli, Dumbulî                       | …                                                                             | Erzurum (Hınıs), Dersim, Muş, Bingöl, Ağrı, Erzincan, Hakkari, Diyarbakir, Sivas                                                                              |
| Fikriderin                                     | …                                                                             | Mardin, Şanlıurfa, Syrien, Adana, Mersin |
| Garmiany, Germiyanî                            | benannt nach der Region Germian im Irak                                       | Kirkuk, Silemani (Sulaimaniyya) |
| Haydaran, Heyderü, Heyderan, Heyderij, Heyderî | …                                                                             | Dersim, Erzurum, Erzincan, Muş, Van, Ağrı, Diyarbakır, Kars, Balıkesir, Elazığ, Malatya, Mersin, Sivas, Kahramanmaraş                                         |
| Kalhor                                         | karakecili „schwarze Ziege“ (S. Urfa, Siverek)                                | Westiran und Ostirak |
| Karabal                                        | …                                                                             | Dersim |
| Keçel                                          | …                                                                             | Dersim |
| Kirganli                                       | …                                                                             | Dersim |
| Koçgiri                                        | Koça Gır „Große Wanderung“                                                    | Dersim, Sivas, Kayseri, Erzincan, Yozgat, Kahramanmaraş |
| Kori                                           | benannt nach dem Dorf Kore (Irak)                                             | Arbil |
| Kureyşan, Kureş, Kureşu                        | Kureyşan „Koreischiten“ (Quraisch) aus dem Stamm Mohammeds (Haschimiten)      | Dersim, Erzincan, Erzurum, Muş, Çorum, Amasya, Elazığ, Kahramanmaraş, Malatya, Büngöl, Adiyaman, Sivas, Gümüşhane, Konya, Ankara, Adana, Gaziantep, Şanlıurfa |
| Lolan, Biradost                                | benannt nach dem kurdischen Fürstentum Biradost                               | Dersim (Hozat), Erzincan, Muş, Kars, Hakkari, Bingöl, Erzurum, Gaziantep, Gümüşhane                                                                           |
| Mala Ismail                                    | Haus oder Geschlecht des Ismails                                              | Mardin, Midyat, Ağrı |
| Mala Zoro                                      | Haus oder Stamm des Zoros                                                     | Urfa, Viransehir, Syrien, Irak |
| Meman                                          | …                                                                             | Cizre |
| Milli                                          | milli „national“                                                              | Kars, Erzurum, Elazığ, Şanlıurfa, Jerewan, Mardin, Şanlıurfa, Sivas, Van, Çorum, Istanbul, Konya                                                              |
| Mukri                                          | …                                                                             | Urmia |
| Mziri, Mala Mustafa                            | Haus oder Geschlecht des Mustafas, aus dem jetzigen Stadtteil von Dohuk-Itite | Dohuk |
| Şadî, Şadilî, Sahdeli, Şadlu, Şadiyan, Şadû    | Dynastie der Schaddadiden                                                     | Dersim, Bingöl, Erzincan, Elazig, Diyarbakır, Sivas, Kayseri, Muş, Erzurum, Mardin, Hakkari, Kars, Ağrı, Adana                                                |
| Schikâk                                        | …                                                                             | West-Aserbaidschan und Türkei |
| Sindî                                          | …                                                                             | Zaxo, Duhok, Hakkari, Sirnak |
| Sinemilli                                      | „Menschen des Friedhofs“                                                      | Elazığ, Sivas, Erzincan, Malatya, Kahramanmaraş, Dersim, Muş                                                                                                  |
| Sur, Suran                                     | …                                                                             | Dersim, Elazığ, Bingöl |
| Talabani                                       | …                                                                             | Silemani, Kirkuk |
| Tilkiler, Pazarcık                             | einer der 12 Stämme aus dem Atmalılar-Stamm                                   | … |
| Tirkan                                         | Unterstamm der Milli                                                          | Elazığ, Erzurum, Sivas |
| Tori, Rami                                     | …                                                                             | Mardin, Batman, Şırnak, Ağrı, Diyarbakır |
| Uluer                                          | …                                                                             | Elazig, Bingöl, Kovancilar, Caybagi |
| Xiran, Haran                                   | …                                                                             | Dersim, Erzincan, Malatya, Sivas, Muş, Erzurum, Ardahan, Kars, Şanlıurfa, Batman, Bingöl                                                                      |
| Aliki, Meman                                   | …                                                                             | Cizre |
| Xormekan, Hormekan, Alxas                      | …                                                                             | Dersim, Kahramanmaraş, Malatya, Erzincan, Varto, Erzurum, Sivas, Bingöl, Elazığ                                                                               |
| Xoşnaw                                         | …                                                                             | Erbil |
| Yusufan                                        | …                                                                             | Dersim, Erzincan, Batman, Bingöl |
| Zand                                           | …                                                                             | Hamadan, Luristan, Chorasan, Balutschistan, Chanaqin |
| Ziriki                                         | „Der Erleuchtete“                                                             | Erzurum, Diyarbakir, Mardin |
| Name                                           | Bedeutung                                                                     | Gebiet |

Es kann mehrere Stämme gleichen Namens aber unterschiedlicher Herkunft geben, so z. B. die Haydaran, die in Van und Tunceli leben. An den Namen kann man sehen, dass einige Eşirets ihren Namen von Gegenden, wie z. B. die Barzanis vom Dorf Barzan, haben oder auf andere Völker hindeuten, wie beispielsweise auf die Bachtiaren. Das Eşiret der Baba Mansur leitet den Namen von einer bedeutenden geistlichen Person ab. Ebenso könnte das Eşiret Koçgiri nach Koçkar Ata (Koçger-i Hoca) benannt worden. Die Kureyşan leiten sich von den Koreischiten ab, dem Stamm Mohammeds, was aber nicht tatsächlich belegt werden kann, zumal die arabische Schreibung Quraish قُریش im Kirmanci Qureyş (also mit Q) entsprechen sollte. Viele Erklärungen zu den Ursprung der Stammesnamen sind nicht zweifelsfrei belegbar, so dass es oft kontroverse Deutungen gibt.

### Historische Eşirets
- Ardalan, ein semi-autonomes kurdisches Fürstentum im Nordwesten des heutigen Irans, seit dem Mittelalter bis zur Mitte des 19. Jahrhunderts
- Schabankara, ein kurdischer Stamm aus dem Südiran, wo er als regionaler Machtfaktor eine wichtige Rolle spielte, zugleich die Bezeichnung des Siedlungsgebietes dieses Stammes